# The Pinkprint
Albums de Nicki Minaj
Pink Friday: Roman Reloaded
(2012) Queen
(2018)
Singles
1. Pills N Potions
Sortie : 21 mai 2014
2. Anaconda
Sortie : 4 août 2014
3. Only (feat. Drake, Lil Wayne, Chris Brown)
Sortie : 28 octobre 2014
4. Bed of Lies (feat. Skylar Grey)
Sortie : 16 novembre 2014
5. The Night Is Still Young
Sortie : 24 mai 2015
6. Trini Dem Girls
Sortie : 28 août 2015

The Pinkprint est le troisième album de la rappeuse Nicki Minaj sorti le 12 décembre 2014 par Young Money, Cash Money et Republic Records. Il s'agit, selon la rappeuse, de son meilleur album. L'album s'est vendu à plus de 251 000 exemplaires lors de sa première semaine de sortie aux États-Unis. En 2020, l'album a été écouté plus de 2 milliards de fois sur Spotify.

## Enregistrement
Au début de 2013, Nicki Minaj déclare qu'elle commencerait l'écriture de l'album dans l'année, après la production de son premier long métrage The Other Woman (sorti en 2014). En novembre 2013, Nicki décrit le projet comme ayant atteint un « niveau supérieur » et étant « très différent de tout ce que j'ai fait ». Au cours de l'enregistrement, Nicki déclare qu'elle a enregistré deux chansons qui ont été inspirées par la chanteuse Enya. Au cours de production de l'album, Nicki travaille avec une variété de producteurs : Dr. Luke, Ester Dean.
Nicki Minaj a décidé de répondre aux questions de ses fans sur Twitter lors de la promotion de l'album. Elle a révélé que Win Again est une chanson qu'elle a écrite pour ses fans, les barbz.

## Singles
Le 21 mai 2014, Nicki Minaj sort le premier single de l'album : Pills N Potions, accompagné de son clip le 9 juin 2014. La chanson est arrivée à la 24e position au Billboard Hot 100.
Le 4 août 2014, Nicki Minaj sort le deuxième single de l'album : Anaconda, accompagné de son clip le 19 août 2014. La chanson est arrivée à la 2e position du Billboard Hot 100, ce titre a marqué sa 51e entrée dans le Billboard Hot 100 battant ainsi le record de Michael Jackson.
Le 28 octobre 2014, Nicki Minaj sort le troisième single de son album : Only dont le clip est sorti le 12 décembre 2014 sur sa chaine Youtube. La chanson est arrivée à la 12e position du Billboard Hot 100.
Lors des MTV Europe Music Awards qui se sont déroulés le 9 novembre 2014, Nicki dévoile lors de sa prestation sur scène une partie du quatrième single intitulé Bed Of Lies en collaboration avec Skylar Grey. Le 16 novembre 2014, le single est finalement dévoilé dans son intégralité. Bed Of Lies atteint la 70e position du Billboard Hot 100, il s'agit de sa 56e entrée. Elle atteint ainsi le record de Madonna et de Dione Warwick et devient par conséquent la 3e femme ayant le plus d'entrées dans le Billboard Hot 100 juste derrière Taylor Swift (66 entrées) et Aretha Franklin (73 entrées).
Le 3 décembre 2014, Nicki Minaj dévoile le premier morceau de l'album : All Things Go, elle a confirmé qu'il ne s'agit que du morceau d'introduction et pas d'un single. Elle déclare que ce morceau fait partie des chansons les plus émotionnelles de son album.
Le 23 janvier 2015, Truffle Butter est diffusé par les radios américaines et connait un gros succès. Après avoir été une piste bonus dans l'édition iTunes, le 3 mars 2015 Nicki Minaj décide de faire de sa chanson le cinquième single de son album. La chanson se classe à la 14e place dans le Billboard Hot 100.
The Night is Still Young a été officiellement lancé au Royaume-Uni, le 12 avril 2015 et plus tard aux États-Unis le 28 avril 2015, comme le sixième single de l'album, et a culminé à la 31e place dans le Billboard Hot 100. Le clip a été tourné à Los Angeles et a été mis en ligne sur YouTube le 26 mai 2015. En 2015, Nicki Minaj fait une prestation durant les Billboard Music Awards 2015.
Durant les MTV Video Music Awards 2015, Nicki Minaj ouvre la cérémonie avec son titre Trini Dem Girls. Le 1er septembre 2015, la chanson devient le septième single de l'album. Elle a été diffusée officiellement dans toutes les radios aux États-Unis.

## Sortie et la promotion
Initialement prévu pour le 24 novembre 2014, The Pinkprint est finalement repoussé au 15 décembre 2014. Nicki Minaj a annoncé la sortie de produits dérivés pour accompagner l'achat de la version deluxe de son album, dont un calendrier pour l'année 2015.
Le jour de la sortie de son album, le 15 décembre 2014, elle fait une apparition dans le célèbre talk show d'Ellen DeGeneres où elle offre une performance de Bed Of Lies accompagné de Skylar Grey afin d'assurer la promotion de son nouvel album. Le même jour elle était également invitée dans le Power 106 Breakfast afin de discuter de son album et d'elle-même.

## Liste des titres
The Pinkprint — Standard version
{{Pistes
```
 | credits_ecriture = oui
| auteur1         = 
Onika Maraj
, Matthew Samuels, 
Ester Dean
, Anderson Hernandez, Allen Ritter
| piste1          = 
All Things Go

| temps1          = 4:53
| auteur2         = 
Onika Maraj
, Michael Williams, M. Bell, 
Ester Dean

| piste2          = I Lied
| temps2          = 5:04
| note3           = featuring 
Jessie Ware

| auteur3         = 
Onika Maraj
, 
Jessie Ware
, Andrew Wansel, Warren Felder, Steven Mostyn
| piste3          = The Crying Game
| temps3          = 4:25
| auteur4         = 
Onika Maraj
, Rebecca Schoichet, 
Katy Perry
, Chloe Angelides, Lukasz Gottwald, Sarah Hudson, Jacob Kasher Hindlin
| piste4          = Get on Your Knees
| note4           = featuring 
Ariana Grande

| temps4          = 3:36
| auteur5         = 
Onika Maraj
, 
Beyoncé
, Solana Rowe, Chauncey Hollis
| piste5          = 
Feeling Myself

| note5           = featuring 
Beyoncé

| temps5          = 3:57
| auteur6         = 
Onika Maraj
, Aubrey Graham, Dwayne Carter, Jeremy Coleman, Gottwald, Theron Thomas, Timothy Thomas, Walter
| piste6          = 
Only

| note6           = featuring 
Drake
, 
Lil Wayne
 & 
Chris Brown

| temps6          = 5:12
| auteur7         = 
Onika Maraj
, Jeremih Felton, Xavier Dotson, Christian Ward, Leland Wayne
| piste7          = Want Some More
| temps7          = 3:49
| auteur8         = 
Onika Maraj
, Asabe Ighile, Parker Ighile
| piste8          = Four Door Aventador
| temps8          = 3:02
| auteur9         = 
Onika Maraj
, Robert Williams, Felton, Darhyl Camper, Rob Holladay, Ward
| piste9          = Favorite
| note9           = featuring 
Jeremih

| temps9          = 4:02
| auteur10        = 
Onika Maraj
, Williams, Ward, Armond Redmen
| piste10         = Buy a Heart
| note10          = featuring 
Meek Mill

| temps10         = 4:15
| auteur11        = 
Onika Maraj
, Coleman, Gottwald, Hindlin, Gamal Lewis, Theron Thomas, Alexander Castillo Vasquez, Walter
| piste11         = Trini Dem Girls
| note 11         = featuring Lunchmoney Lewis
| temps11         = 3:14
| auteur12        = 
Onika Maraj
, 
Jamal Jones
, James Strife, Jonathan Solone-Myvett, Ernest Clark, Marcos Palacios, 
Anthony Ray

| piste12         = 
Anaconda

| temps12         = 4:20
| auteur13        = 
Onika Maraj
,
Ester Dean
, Gottwald, Theron Thomas, Walter
| piste13         = 
The Night Is Still Young

| temps13         = 3:47
| auteur14        = 
Onika Maraj
, 
Lukasz Gottwald
, 
Henry Walter
, 
Ester Dean

| piste14         = 
Pills N Potions

| temps14         = 4:27
| auteur15        = 
Onika Maraj
,Holly Hafermann, Daniel Johnson, Coleman, Breyan Isaac, Vinay Vyas, Justin Davey, Alexander Grant
| piste15         = Bed of Lies
| note15          = featuring 
Skylar Grey

| temps15         = 4:29
| auteur16        = 
Onika Maraj
, Johnson, Dean, William Adams, Keith Harris, Peter Lord
| piste16         = Grand Piano
| temps16         = 4:19
| total_temps     = 66:51
```

}}
The Pinkprint — iTunes Store standard version
| 17.   | Truffle Butter (featuring Drake & Lil Wayne) | Onika Maraj, Graham, Carter, Jr., Paul "Nineteen85" Jefferies, Maya Coles | 3:39 |
| 70:30 |                                              |                                                                           |      |

The Pinkprint — Deluxe version
| 17.   | Big Daddy (featuring Meek Mill) | Onika Maraj, Williams, Ronald LaTour, Johnny Juliano, Daveon Jackson, Brock Korsan | 3:19 |
| 18.   | Shanghai                        | Onika Maraj, Robert V Sample, Steven Pugh, Irvin Whitlow, Deshawn Kennedy, Ward    | 3:39 |
| 19.   | Win Again                       | Onika Maraj, Shama "Sak Pase" Joseph, Lasanna Harris                               | 4:10 |
| 77:59 |                                 |                                                                                    |      |

Notes
- Buy a Heart contient des extraits de Stay interprété par Henry Krinkle et Un-Thinkable (I'm Ready) interprété par Alicia Keys.
- Anaconda contient un échantillon de Baby Got Back réalisée par Sir Mix-a-Lot.
- Grand Piano contient des interpolations de Rush Rush, écrit par Peter Lord et interprété par Paula Abdul.
- Truffle Butter contient un sample de What They Say interprété par Jane Coles Maya.
- Afin d'adapter plus de chansons sur le disque, la majorité des titres de l'édition deluxe internationale ont été raccourcis, et apparaissent dans leur pleine longueur sur la version standard de l'album.

## Critiques et réception
L'album est très bien accueilli puisqu'il se place 1er dans 14 pays (dont les États-Unis) le jour de sa sortie. L'album se place aussi en 1re position sur iTunes en 30 minutes. L'album est le 2e meilleur démarrage pour un album hip-hop et pour un album féminin lors de l'année 2014.
Les critiques quant à elles sont bonnes : le LA Times donne 3 étoiles d'or sur 4 à l'album, Idolator a donné 4 étoiles sur 5 à l'album, AllMusic a donné 4 étoiles sur 5 à l'album, The A.V. Club a donné un B+ à l'album, Billboard a donné 4 étoiles sur 5 à l'album, Exclaim a donné un 8 sur 10 à l'album, HipHopDX a donné 4 étoiles sur 5 à l'album, Pitchfork a donné un 7,5 sur 10 à l'album, Rolling Stone a donné 4 étoiles sur 5 à l'album, Slant Magazine a donné 3,5 étoiles sur 5 à l'album et Spin a donné un 7 sur 10 à l'album.
Il s'est vendu 194 000 copies en magasin et 50 000 copies digitales pour un total de 244 000 albums en une semaine, ce qui a permis à l'album de débuter no 2 dans le Bilboard 200 juste derrière Taylor Swift.
Le 20 février 2015, l'album a franchi la barre des 500 000 exemplaires vendus aux États-Unis.
L'album se classe à la 3e place dans le classement des « 40 meilleurs albums rap de l'année 2014 » par le Rolling Stone's magazine. Complex magazine a classé l'album à la 14e place de son classement des "50 meilleurs albums rap de l'année 2014".

## Certifications
| Pays              | Certification | Unités certifiées |
| ----------------- | ------------- | ----------------- |
| Danemark (IFPI)   | Or            | 10 000            |
| États-Unis (RIAA) | 2 × Platine   | 2 000 000         |
| Pologne (ZPAV)    | Or            | 10 000            |
| Royaume-Uni (BPI) | Or            | 100 000           |
| Suède (GLF)       | Or            | 20 000            |

## Tournée
En 2015, Minaj promeut l'album durant une tournée mondiale qui compte au total 50 concerts.